# Ruta de Vladímir

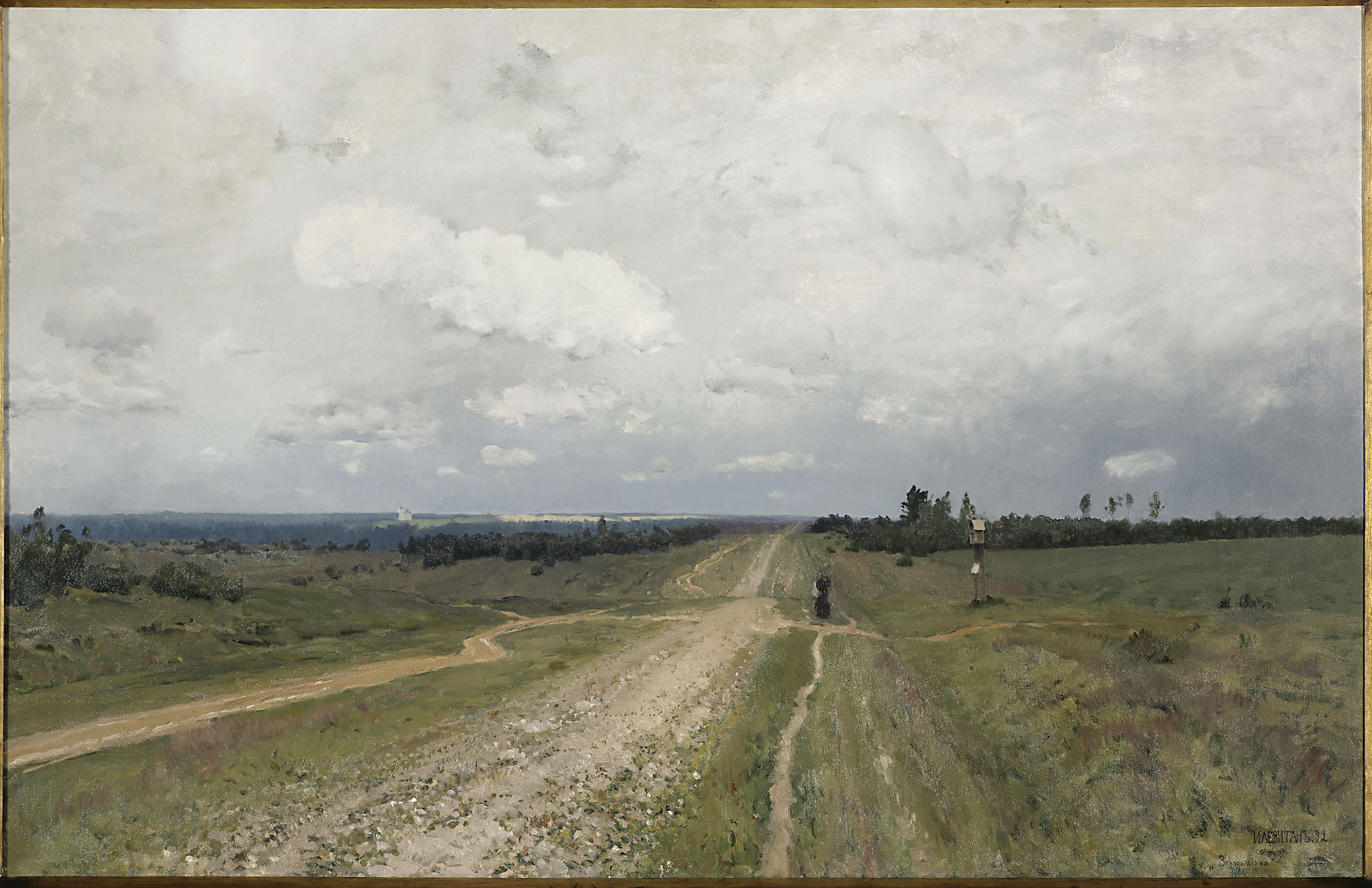
Óleo Vladímirka pintado por Isaak Levitán, 1892.

La Ruta de Vladímir, también conocida como Vladímirka (en ruso: Влади́мирский тракт, transl.: Vladímirski trakt) fue una carretera de 190 km de longitud que conectaba el este de Moscú con las ciudades de Vladímir y Nizhni Nóvgorod.
La primera mención que se hace del camino data de la Edad Media, en aquel entonces comunicaba la capital del Principado de Moscú con el Principado de Vladímir-Súzdal. Fue una ruta importante para los mercaderes moscovitas que viajaban a Nizhni Nóvgorod, donde tenía lugar la feria y comercio de Makáriev. La carretera también era utilizada para llevar en procesión a la Virgen de Vladímir. 
Un cronista ruso se refirió a la ruta como "la más grande de todas las vías".
A mediados del siglo XVIII, fue remodelada con el plan de enlazar la sección occidental de la Ruta de Siberia, y enlazar la región asiática rusa con la europea. A lo largo del camino había estaciones con caballos para viajeros reduciendo el viaje hasta Vladímir o Moscú en menos de veinticuatro horas.
Puesto que Siberia es un remoto lugar para los deportados, Vladímirka ha sido frecuentada por prisioneros y disidentes trasladados a trabajos forzados. Este sistema penal, conocido como "kátorga" forma parte de las obras de novelistas como Alexander Herzen, Nikolái Nekrásov,  Emilio Salgari y Fiódor Dostoievski, este último en su obra Crimen y castigo. A lo largo del siglo XIX varias asociaciones de la alta sociedad se interesaron por la ruta como resultado de la cultura popular, uno de ellos fue el pintor Isaak Levitán, quien representó Vladímirka como "un camino desolador con destino hacia ninguna parte sobre un extenso cielo con nubes bajas".
Tras la Revolución Rusa, los bolcheviques renombraron la parte de Moscú bajo el nombre de "Shossé Entuziástov" ("Carretera de los Entusiastas").
En el presente, la carretera fue nombrada como Autopista del Volga (actual M7).